# Такэути, Наоко
Наоко Такэути (яп. 武内 直子 Такэути Наоко, takeü͍ʨi naoko), родилась 15 марта 1967 года — мангака, живущая в Токио, Япония. Её самая известная работа, «Сейлор Мун», множество раз переиздавалась, породила многочисленные подражания и обрела большое количество поклонников по всему миру. Её супруг — Ёсихиро Тогаси, автор Hunter x Hunter.

## Биография

### Юность
Наоко Такэути родилась в Кофу у Кэндзи и Икуко Такэути, которые владели ювелирным магазином. У неё есть младший брат Синго (в будущем Такэути назвала такими же именами родителей и брата главной героини в «Сейлор Мун»). Когда Такэути училась в старшей школе Кофу-Ити, то там она посещала клубы астрономии и манги (опыт и впечатления от посещения этих клубов она тоже использовала при создании «Сейлор Мун»).
Творчество Такэути развивалось под влиянием Лэйдзи Мацумото, Кимико Уэхары, Роберта Мэплторпа, аниме «Сейлор Мун». В студенческие годы она подрабатывала мико в храме Сиба Дайдзингу недалеко от своего университета. Воспоминания Наоко об этом позднее легли в основу образа одной из героинь «Сейлор Мун» Рэй Хино.
Хотя Наоко захотела стать мангакой, ещё будучи школьницей (в 1985 году в журнале «Накаёси» была опубликована её первая манга Yume ja nai no ne («Это ведь не сон, да?»)), отец посоветовал ей овладеть какой-нибудь профессией на случай, если она не преуспеет в рисовании манги, и поэтому Наоко в 1989 году закончила Фармацевтический Университет Кёрицу со степенью бакалавра в области химии, получив лицензию фармацевта. Её дипломная работа была посвящена повышению эффективности тромболитической терапии с помощью ультразвука. После выпуска она полгода работала лаборанткой в Университетской Больнице Кэйо.

### «Коданся»
Наоко начала сотрудничать с издательством «Коданся» в девятнадцать лет, когда была опубликована её работа «Зов любви», завоевавшая награду «Nakayoshi New manga-ka award». Некоторое время она рисовала короткие истории, но в 1989 году в соавторстве со своей подругой-писательницей Мариэ Коидзуми создала свою первую длинную (в девять глав) мангу «Мария». Следующим манга-сериалом Наоко стал «Вишнёвый проект», закончив который, она захотела создать произведение о космосе и девушках-бойцах и выпустила мангу «Кодовое имя — Сейлор Ви», которая, в свою очередь, стала началом её самой длинной и известной манги «Прекрасная воительница Сейлор Мун» (её выпуск растянулся на пять лет). «Сейлор Мун» в итоге стала её единственной мангой, которая получила аниме-экранизацию.
После «Сейлор Мун» Наоко начала выпуск манги PQ Angels, которая тоже имела успех (Наоко говорила, что Toei Animation, которая анимировала «Сейлор Мун», проявляла интерес к PQ Angels), но после четырёх глав выпуск манги был свёрнут, так как «Коданся» умудрилась потерять семь листов из неё (что перечеркнуло планы на выпуск манги в танкобоне). После того, как из издательства ушёл её редактор Фумио Осано (который поощрял её в работе над «Сейлор Мун» и подкидывал ей идеи), а сама Наоко не смогла договориться насчёт выпуска «Коллекции Материалов» (сборника её набросков и эскизов к «Сейлор Мун»), она перешла из «Коданся» в издательство «Сюэйся» в надежде узнать больше о манга-индустрии и о том, часто ли у мангак, как у неё, теряются в издательствах рукописи.

### Сотрудничество с Тогаси и замужество
Первой её работой, которую она опубликовала, уйдя из «Коданся», был сборник Sailor Moon Infinity Collection Art Book, который был издан очень ограниченным тиражом. В тот же год она впервые посетила фестиваль «Comic-Con», где впервые предстала воочию перед американскими фанатами (большая часть заданных ей тогда на пресс-конференции вопросов касалась именно «Сейлор Мун»).
С мангакой Ёсихиро Тогаси (автором YuYu Hakusho и Hunter × Hunter) Такэути познакомила сэйю Мэгуми Огата, озвучивавшая персонажей обоих, Сейлор Уран и Кураму. Какое-то время Наоко работала его ассистенткой (занимаясь скринтонированием) и менеджером 1-го тома его манги Hunter × Hunter, но затем их деловое сотрудничество сошло на нет, так как Такэути стала не справляться с объёмом возложенной на неё работы. Где-то в тот же период она задумала сюжет своей новой манги Toki*Meka (которая в конечном итоге стала Toki*Meca). У Тогаси тоже были похожие на эту мангу задумки, но он их так и не реализовал, вместо этого подкинув Такэути несколько идей для сюжета и нарисовав несколько набросков, которые Такэути потом использовала в окончательной версии. 6 января 1999 года Такэути и Тогаси поженились. В январе 2001 родился их первый сын, домашним прозвищем которого было «Пэти Одзи» (комбинация французского слова «маленький» и японского «принц»). В 2008 году у пары родился второй ребёнок, чьё существование Ёсихиро и Наоко афишировали, только когда тому исполнился уже год, и лишь в ноябре 2013 журнал ROLa сообщил, что это девочка.

## Работы

### Манга
- Chocolate Christmas (яп. チョコレート・クリスマス Тёкорэ:то Курисумасу, 1987—1988):
  - История о девушке, влюбившейся в DJ перед самым Рождеством. Выпускалась в виде одного танкобона.
- Maria (яп. ま・り・あ Ма-ри-а, 1989—1990):
  - История создана по мотивам повести Джин Уэбстер «Длинноногий папочка».
- The Cherry Project (яп. Theチェリープロジェクト The Тэри: Пуродзэкуто, 1990—1991):
  - Манга посвящена фигурному катанию и состоит из 3-х томов. Сюжет повествует о молодой фигуристке Черри и о том, как она стремится стать профессионалом и завоевать сердце парня. Один из персонажей этой манги также появился в «Сейлор Мун».
- Codename: Sailor V (яп. コードネームはセーラーV Ко:донэ:му ва Сэра Буи, 1991—1997):
  - Эта серия посвящена приключениям «девочки-волшебницы» Сейлор V. Она является прямым предшественником (и в некотором смысле прототипом) «Сейлор Мун» и представляет Минако Айно, позже появившуюся и в других сериях. Последние главы манги были созданы уже после того, как окончился выпуск «Сейлор Мун». Эти главы связывают две серии единой сюжетной линией. Изначально выпускалась в трёх томах, Codename: Sailor V была переиздана в 2004 году в 2-х томах изданием синсобан.
- Pretty Guardian Sailor Moon (яп. 美少女戦士セーラームーン Бисё:дзё Сэнси Сэ:ра: Му:н, 1992—1997)
  - Наиболее известная работа Наоко Такэути. Была адаптирована в аниме-сериал, несколько полнометражных фильмов, театральных мюзиклов, телесериал и множество видеоигр разных жанров. Манга является сочетанием жанров махо-сёдзё и сэнтай. Сюжет произведения повествует о девочке Усаги Цукино, однажды узнавшей, что она является реинкарнацией легендарной героини, сражающейся за любовь и справедливость. Эта серия во многом ответственна за повышение интереса к жанру махо-сёдзё в конце 1990-х. Изначально была издана в 18 томах, но была переиздана в 2003 и 2004 годах в 12-томном формате синсобан, с двумя дополнительными томами, содержащими дополнительные истории.
- Miss Rain (яп. ミス・レイン Мису Рэйн, 1993):
  - Сборник 5 коротких историй, включая заглавную работу.
- Prism Time (яп. プリズム・タイム Пуридзуму Тайму, 1986—1997):
  - Коллекция ваншотов из ранних работ до второй половины 1990-х. Издавалась в 2-х томах, вышедших в 1995 и 1997 годах, соответственно.
- PQ Angels (яп. ＰＱエンジェルス PQ Эндзэрусу, 1997):
  - История о двух инопланетянках, умеющих превращаться в тараканов, разыскивающих свою принцессу. Серия была резко прекращена после выхода 4-х глав и потери издательством Kodansha части уже созданной работы. По этим причинам манга выходила только в журнале с сентября по декабрь 1997 года.
- Princess Naoko Takeuchi’s Return-to-Society Punch!! (1998-?):
  - Коллекция коротких панелей, рассказывающих о том, что делала Наоко после Сейлор Мун. Она выпускалась под разными названиями в течение нескольких лет, рассказывая о кризисе в жизни мангаки после окончания «Сейлор Мун» и о выходе из этого кризиса, также как о её знакомстве, свадьбе и начале семейной жизни с Ёсихиро Тогаси. Комикс большей частью выходил в журнале Young You издательства Shueisha, перейдя из Kodansha. Он никогда не издавался в отдельных томах. Похожая секция «____ Punch!» в таком же формате была в конце некоторых из томов синсобан-издания «Сейлор Мун».
- Toki☆Meka! (яп. とき☆メカ! Токи☆Мэка!, 2001):
  - Ваншот о роботе (Меха), её создателе и их приключениях.
- Love Witch (яп. ラブ ウィッチ Рабу Уитти, 2002):
  - История о девочке, получившей флакон духов и ставшей ведьмой, но заплатившей за это высокую цену. Выход был остановлен после 3-й главы и одной дополнительной истории без всяких объяснений.
- Toki☆Meca! (яп. とき☆めか! Токи☆Мэка!, 2005—2006):
  - Полноценная серия на основе оригинальной истории. Её выпуск начался сразу после выхода переизданий «Сейлор Мун» и Sailor V. Первая часть выходила с январского по апрельский выпуски 2005 года в «Накаёси», после чего автор приостановила серию, пообещав позже вернуться к ней. Вторая часть начала издаваться в ноябре 2005 года. Единственный том был издан в августе 2005 года. Официально выпуск серии закончился в мае 2006 года. Таким образом, Toki☆Meca! стала первой завершённой серией Такэути после «Сейлор Мун» и Sailor V.

### Иллюстрации
- Mermaid Panic, тома 1-3 (написана Мариэ Коидзуми)
- Atashi no Wagamama (написана Мариэ Коидзуми)
- Zettai, Kore o Ubbatte Miseru (написана Мариэ Коидзуми)

### Книги
- Oboo-nu- to Chiboo-nu- (иллюстрирована Ёсихиро Тогаси)
  - Книга для детей, написанная к рождению её сына.

### Слова для песен
Такэути написала слова к многим песням из аниме и телесериала «Сейлор Мун». В основном это музыкальные темы для персонажей (англ. image songs).
- Ai wo Shinjiteru («Я верю в любовь») — музыкальная тема Сейлор Мун
- Chikara wo Awasete («Объединяя силы») — музыкальная тема Таики/Сейлор Стар Майкера
- Ginga Ichi Mibun Chigai na Kataomoi («Неразделённая любовь, стоящая в стороне в галактике») — музыкальная тема Сейи/Сейлор Стар Файтера
- Honoo no Sogekimono (Flame Sniper) — музыкальная тема Сейлор Марс
- Initial U — музыкальная тема Сейлор Уран
- Katagoshi ni Kinsei («Venus Over my Shoulder») — музыкальная тема Сейлор Венеры в телесериале Pretty Guardian Sailor Moon
- Kirari*SailorDream! («Sparkling Sailor Dream!») — музыкальная тема Pretty Guardian Sailor Moon
- Luna! — музыкальная тема Луны
- Mayonaka Hitori («Одна в полночь») — музыкальная тема Ятена/Сейлор Стар Хилера
- Over Rainbow Tour — музыкальная тема Сейлор Мун в телесериале Pretty Guardian Sailor Moon
- Princess Moon — вторая из закрывающих композиций аниме
- «Rashiku» Ikimasho («I’ll Go With My Looks») — завершающая композиция Supers
- Route Venus — музыкальная тема Сейлор Венеры (Sailor Moon R)
- Sailor Star Song — музыкальная тема для Sailor Stars
- Sailor Team no Theme — музыкальная тема команды воинов в матросках
- Senshi no Omoi («Чувства воина») — музыкальная тема Сейлор Нептун
- We Believe You — музыкальная тема Сейлор Юпитер

## Награды
Наоко Такэути является обладательницей нескольких премий, включая 2nd Nakayoshi Comic Prize for Newcomers за «Yume ja Nai no Ne» в 1985 году. Также она получила награду Nakayoshi’s New Artist award за «Love Call», начавшую выходить в сентябрьском выпуске Nakayoshi Deluxe 1986 года. В 1993 году она получила 17-ю Kodansha Manga Award в жанре сёдзё за «Сейлор Мун».